# SAYAKAVER.
『SAYAKAVER.』（サヤカヴァー）は、佐咲紗花の1枚目のカバー・アルバム。2015年3月25日にLantisから発売された。
『CDジャーナル』は「凛とした響きを備えた声の魅力が体感できる」と評した。

## 収録曲
1. The Biggest Dreamer（TVアニメ「デジモンテイマーズ」OP主題歌）
編曲：鈴木マサキ（原曲：和田光司）[2]
2. IN MY DREAM（TVアニメ「ブレンパワード」OP主題歌）
編曲：山路一志（原曲：真行寺恵里）[2]
3. コネクト（TVアニメ『魔法少女まどか☆マギカ』OP主題歌）
編曲：齋藤真也（原曲：ClariS）[2]
4. sakura（TVアニメ「交響詩篇エウレカセブン」OP主題歌）
編曲：岩田アッチュ＆ Mitsunori Ikeda（原曲：NIRGILIS）[2]
5. DISCOTHEQUE（TVアニメ「ロザリオとバンパイア CAPU2」OP主題歌）
編曲：TECHNOBOYS PULCRAFT GREEN-FUND（原曲：水樹奈々）[2]
6. プラチナ（TVアニメ「カードキャプターさくら」第3期OP主題歌）
編曲：寺田志保（原曲：坂本真綾）[2]
7. Snow halation（TVアニメ「ラブライブ!」第2期挿入歌）
編曲：柘植敏道（原曲：μ's）[2]
8. 炎のたからもの（劇場アニメ「ルパン三世 カリオストロの城」主題歌）
編曲：安瀬聖（原曲：BOBBY）[2]
9. 特捜エクシードラフト（TV特撮「特捜エクシードラフト」OP主題歌）
編曲：長澤孝志（原曲：宮内タカユキ）[2]
10. Anything Goes!（TV特撮「仮面ライダーオーズ/OOO」OP主題歌）
編曲：三宅博文、ゲストボーカル：Gero（原曲：大黒摩季）[2]
11. Can Do（TVアニメ「黒子のバスケ」第1期1クール目OP主題歌）
編曲：エンドウ.（原曲：GRANRODEO）[2]
12. LEVEL5-judgelight-（TVアニメ「とある科学の超電磁砲」OP主題歌）
編曲：AstroNoteS（原曲：fripSide）[2]
13. JUST COMMUNICATION（TVアニメ「新機動戦記ガンダムW」OP主題歌）
編曲：Shinnosuke（原曲：TWO-MIX）[2]